# Паризька національна опера

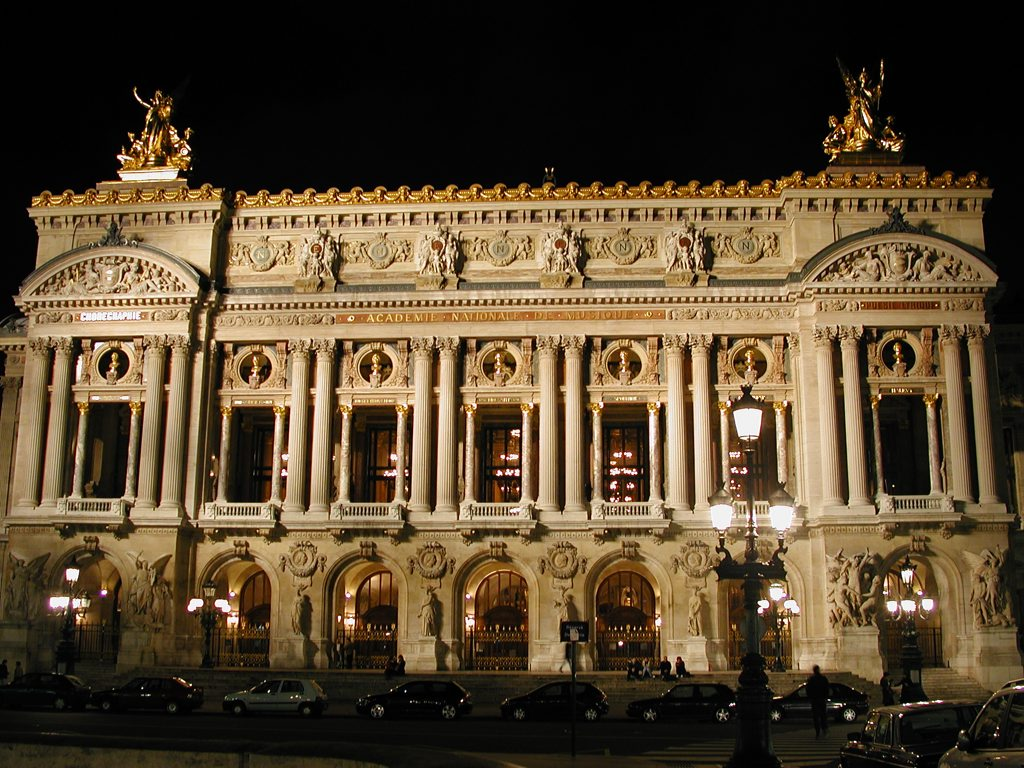
Паризька національна опера вночі

Пари́зька націона́льна о́пера (фр. Opéra National de Paris), часто скорочено Паризька опера (Opéra de Paris) — державна установа в Парижі, що займається розвитком оперного, балетного та класичного музичного мистецтва. Паризька опера існує протягом більш ніж чотирьох століть на сценах різних театрів. 1669 року отримала офіційний статус і назву — «Королівська академія музики» (фр. Académie Royale de musique).

## Історія
«Опера» в кінці XVII століття в Парижі була офіційним придворним театром. У порівнянні з театром Комеді Франсез, що мав рівний статус, але на відміну від Опери отримував королівські субсидії, перебувала в набагато більш важкому матеріальному становищі. Наприкінці XVIII століття в Парижі, як контркультура придворної, виникає Опера комедії (фр. Opéra-Comique), що орієнтується на замошних містян. У XIX столітті в аристократії слабшає інтерес до оперних постановок, і опера розвивається паралельно з Оперою комедією, в Гранд Опера. З танцювальних оперних партій, завжди вельми значущих на французькій оперній сцені, розвивається в самостійний напрям театрального мистецтва балет. Паризька опера донині зберегла значимість одного з «національних» видів мистецтва.
В даний час Паризька національна опера володіє двома будівлями:
- Опера Гарньє, відкрита 5 січня 1875 року. Зі зведенням нової будівлі (Опера Бастилія) в опері Гарньє відбуваються переважно балетні постановки, а також демонстрації старих класичних опер.
- Опера Бастилія, відкрита напередодні двохсотріччя взяття Бастилії, 13 липня 1989 року, і побудована на її місці.

## Важливі прем'єри

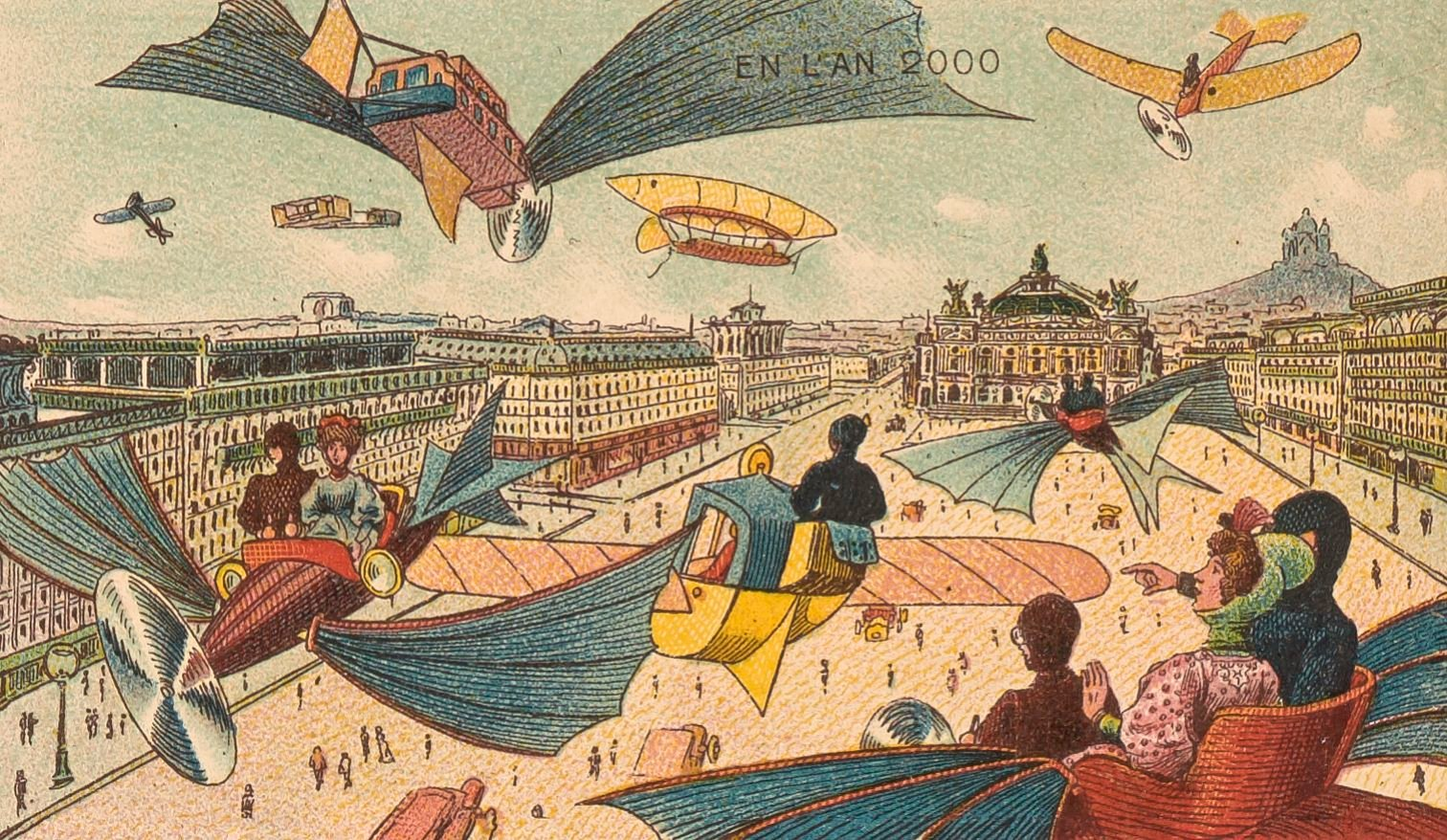
Опера XX століття. Французька картка 1910 року

- 1774 Іфигенія в Авліді, Крістофа Глюка
- 1779 Іфигенія в Тавриді, Крістофа Глюка
- 1828 Німа з Портичі, Даніеля-Франсуа Обера
- 1831 Роберт-Диявол, Джакомо Меєрбер
- 1835 Іудейка, Фроманталя Галеві
- 1836 Гугеноти, Джакомо Меєрбера
- 1838 Бенвенуто Челліні, Гектора Берліоза
- 1840 Фаворит, Гаетано Доніцетті
- 1841 Жізель, балет Адольфа Адама
- 1847 Єрусалим, перша Гранд-опера Джузеппе Верді
- 1849 Пророк, Джакомо Меєрбера
- 1855 Сицилійська вечірня, Джузеппе Верді
- 1860 Метелик, балет Жака Оффенбаха
- 1861 Тангейзер, Ріхарда Вагнера
- 1865 Африканка, Джакомо Меєрбера
- 1867 Дон Карлос, Джузеппе Верді
- 1884 Манон, Жуля Массне
- 1885 Сід, Жуля Массне
- 1902 Пелеас і Мелисанда, Клода Дебюссі
- 1910 Жар-птиця, С. П. Дягілєва, І. Ф. Стравінського
- 1911 Іспанська година, Моріса Равеля
- 1927 Бідний матрос, Даріуса Мійо
- 1947 Груди Тіресіаса, Франсіса Пуленка
- 1979 Лулу, Альбана Берга
- 1983 Святий Франциск Ассізський, Олів'є Мессіана

## Цікаві факти
Солістом Паризької національної опери у 1997—2002 роках був вихованець Львівської консерваторії Василь Сліпак, який брав участь в боях проти російських окупантів на Донбасі у складі добровольчого корпусу «Правий сектор» й загинув у бою.